# Fate/Grand Order

Fate/Grand Order (яп. フェイト・グランドオーダー, Feito/Gurando Ōdā) - безкоштовна японська мобільна гра, розроблена компанією Lasengle (раніше Delightworks) за допомогою Unity, та опублікована Aniplex, дочірньою компанією Sony Music Entertainment Japan. Гра заснована на франшизі Type-Moon Fate/stay night і була випущена в Японії 29 липня 2015 року для Android, і 12 серпня 2015 року для iOS. Англомовні версії з’явилися 25 червня 2017 року в Сполучених Штатах і Канаді, а корейська версія була випущена 21 листопада 2017 року.
Гра зосереджена на покрокових боях, де гравець, який бере на себе роль «Господаря», викликає могутніх фамільярів, відомих як «Слуги», і командує ними для боротьби з ворогами. Історія подається у форматі візуальної новели і кожен Слуга має свою власну історію, яку гравець може прочитати. Слуг отримують через механіку гача. Станом на липень 2021, гра зібрала більше 5.5 мільярдів доларів по всьому світу, що робить її сьомою найприбутковішою мобільною грою всіх часів.

## Геймплей

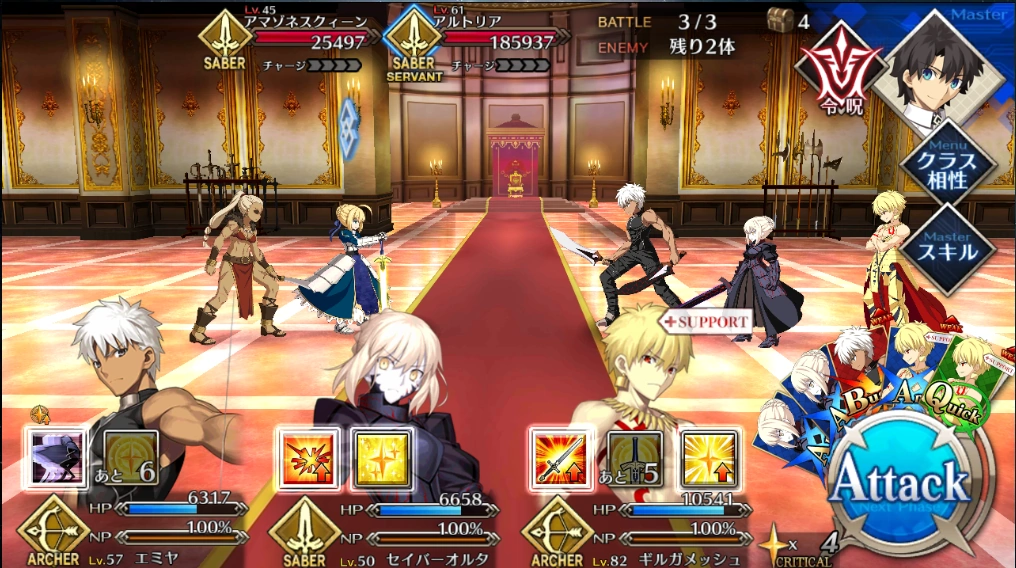
Покроковий бію в Fate: The Grand Order : тут Артурія Пендрагон альтер(Мечник), Емія Шіро (Лучник) і Гільгамеш (Лучник) зіткнулися з Артурією Пендрагон та Королевою Амазонії.

Fate/Grand Order — це покрокова рольова гра з елементами візуальної новели. Гравець бере на себе роль «Господаря» і керує групою осіб, які називаються «Слуги». «Слуги» являють собою історичних, літературних та міфологічних персонажів з різних культур. Гравець керує групою, що складається з якнайбільш 6 Слуг у кожній битві, 3 активних учасників і 3 резервних. Кожен хід гравець отримує набір із 5 командних карт і може використовувати до 3 із них за хід для атаки. Кожен Слуга має 5 карток, якими гравець може скористатися; картки для всіх Слуг перемішуються та роздаються гравцеві кожного ходу випадковим чином. Карти мають три типи: Атакуючі (сильна атака), Магічні (середня атака, яка заряджає шкалу для «Благородного фантазму Слуги») і Швидка (легка атака, яка генерує критичні зірки, які збільшують ймовірність критичних ударів наступного ходу). Якщо за один хід використовуються три карти однакового типу, вони створюють «Ланцюжок», який дає бонус на основі властивостей карт. Якщо вибрано три карти, які належать одному Слугі, утвориться «Хоробрий ланцюг», у результаті чого в кінці додається додаткова, потужніша атака. Кожен Слуга також має навички, які можна використати перед витягуванням командних карток; кожен навик дає ефекти в битві, а також спеціальну командну картку під назвою «Благородний фантазм», яка з’являється, коли відповідна шкала заповнена. «Майстер» також має окремий набір навичок і спеціальних здібностей під назвою «Командні заклинання». Командні заклинання мають різноманітні ефекти та відновлюються відповідно до реального часу.
Слуг отримують через гача механіку. Святий кварц - внутрішньоігрова валюта, отримувана як під час гри, так і через покупки в додатку за реальні гроші, використовується для закликання нових Слуг і отримання «Ремісничих есенцій», які дають додаткові ефекти, якщо надані слузі. Цей виклик є випадковим, деякі слуги закликаються частіше, а інші рідше. Іншою валютою є «бали друзів», які легше отримати, але з ними можна отримати лише звичайних Слуг. Якщо придбано кілька копій одного Слуги, «Благородний Фантазм» цього слуги можна підсилити.

## Сюжет

### Розділ 1: Спостерігач у позачасовому храмі
У 2015 році Організація безпеки Халдеї залучає експертів як з магічної, так і з земної сфер, щоб спостерігати за майбутнім людства на предмет можливого вимирання людства. Виживання людства здається забезпеченим у наступному столітті — поки вердикт раптово не зміниться, і тепер наприкінці 2016 року очікується знищення виду. Причина невідома, але, схоже, пов’язана з японським містом Фуюкі та подіями 2004 року під час П’ятої війни за Святий Грааль. У відповідь Халдея використовує експериментальний засіб подорожі в часі, технологію Rayshift. З ним Ріцука Фудзімару (юнак чи дівчина, залежно від вибору статі гравця), щойно завербований до організації, і таємнича дівчина на ім’я Маш Кірілайт мають помандрувати у 2004 рік і дізнатися, як врятувати людство. Було оголошено великий наказ боротися з долею — наказ змінити минуле та відновити майбутнє. Після подій у Фуюкі Ріцука Фудзімару та Маш Кірілайт повинні відновити основу людства, отримавши могутні Святі Граалі. Граалі, які здатні виконати будь-яке бажання, також здатні підтримувати аномалії, які називаються Сингулярностями, які загрожують існуванню людства. Головні герої використовують технологію Rayshift, щоб подорожувати назад у часі до зазначених періодів, починаючи від Орлеана до Океаносу і навіть стародавньої цивілізації Вавилону. По дорозі Ріцука стикається з головним антагоністом і натхненником плану знищення людства: королем-магом Соломоном. Він проголошує, що спроба Халдеї врятувати людство не матиме значення, якщо вони не здобудуть жодного Святого Грааля перед відходом. Отримавши всі 7 Святих Граалів, Фудзімару та їхній Слуга просуваються до Арс Пауліни, трону, де колись сидів Соломон. У фінальній битві проти Соломона та його легіону з 72 богів-демонів і Ріцука, і Маш не можуть перемогти жодного зі демонів, оскільки вони негайно відроджуються. Коли здається, що вся надія втрачена, з’являються Слуги, які допомагали Фудзімару в його пошуках через кожну Сингулярність, дозволяючи Халдеї прорватися та перемогти Соломона, який виявляється Богом Демоном Гоетією, звіром, який заволодів трупом Соломона та хоче знищити людство, щоб повернутися до зародження людства. Гоетію використовує свій Шляхетний фантазм, щоб знищити Фудзімару та Маш, але Маш використовує свій Шляхетний Фантазм, щоб захистити Фудзімару в обмін на своє життя. Коли надія була втрачена, з’явився Романі та виявилося, що насправді він є справжнім Соломоном, Великим Заклинателем, який побажав бути людиною після п’ятої війни Святого Грааля. Використовуючи свій єдиний Шляхетний Фантазм, щоб стерти себе з існування та послабити Гоетію. Після того, як останню Сингулярність було відновлено до порядку, Маш відроджується завдяки силі Звіра IV, який виявляється Фу, собакоподібною істотою, яка подорожувала разом з Фудзімару та їх групою протягом усієї гри. Після завершення Сингулярностей Ріцука Фудзімару отримує ранг «Причини» від Асоціації магів.

### Розділ 1.5: Епопея залишків
Після кризи сингулярностей Халдея перебуває під серйозною підозрою з боку різних організацій, включаючи ООН і Асоціацію магів, через їх вторгнення у різні епохи. Під час розслідування, група виявила нову сингулярність, відокремлену від тих, що були перед нею. Їх назвали «Підсингулярностями», і тепер, Ріцука знову має завдання впоратися з підсингулярностями та розгадати ще глибші таємниці їх існування.

### Розділ 2: Космос загублених поясів
Після завершення підсингулярностей, Халдея опиниться під новим керівництвом під керівництвом Гордольфа Мусіка. Виявилося, що Гордольф був лише цапом відпущення у ворожому захопленні таємничою організацією, яка змовилася з невідомою сутністю, відомою як Іноземний Бог, щоб знищити Халдею та нинішню історію людства, повернувши планету до Епохи Богів. Щоб врятувати людство, група тепер подорожує різними часовими шкалами під назвою «Загублені Пояси»; альтернативні версії історії, які різко відрізняються від основної людської історії та були «відрізані» від первинної шкали часу після того, як їх визнали глухими. Кожен із семи Загублених поясів представлений Криптером, колишніми господарями-людьми та їхніми слугами, кожен з яких змагається один з одним, а також із халдейцями, що вижили, за остаточну долю людської історії.

## Розробка та випуск
Гра була вперше розроблена Кіноко Насу під робочою назвою «Fate Online Project Reboot» , яка мала бути багатокористувацькою онлайн-грою з використанням дизайнів, чернеток і концепцій, які пізніше були зібрані в книзі Fate/complete material IV Extra material. Але заплановану гру було скасовано та відкладено на етапі планування. Пізніше це стало романом Fate/Apocrypha, який об’єднав деякі концепції запланованої гри. Пізніше в 2014 році Aniplex запропонував Насу переглянути скасований ігровий проект, оголосивши про співпрацю з ігровою студією Delightworks, щоб переробити концепцію в мобільну рольову гру.
Гра була опублікована Aniplex і була випущена в Японії 29 липня 2015 року на пристроях Android з подальшим випуском 12 серпня для пристроїв iOS. Маая Сакамото виконала три тематичні пісні для гри: "Shikisai" (яп. 色彩, "Color"), "Gyakko" (яп. 逆光, Gyakkō, "Backlight") і "Yakudo" (яп. 躍動, "Impetus") . Окрім ігрового процесу та власної сюжетної лінії, у грі також є заходи для гравців, де вони можуть отримати нові предмети та слуг, такі як кампанії виклику обмежених Слуг/Крафтових Есенцій, специфічні події на основі індивідуальних Слуг, щорічні події в реальному світі та співпраця з іншими роботами Type-Moon, такі як Kara no Kyoukai і Fate/Zero.
1 січня 2017 року було анонсовано суб-продовження основної сюжетної лінії з підзаголовком «Епопея залишків». 16 квітня 2017 року компанія Aniplex of America оголосила, що Fate/Grand Order буде випущено в США влітку 2017 року. Режисер і креативний продюсер Йосуке Шіокава пояснив, що, хоча гру планували випустити лише в Японії, команда звернула увагу на велику кількість закордонних гравців, які отримали доступ до гри, і вирішила зробити її доступною також для інших регіонів. З моменту виходу гри на сервери Північної Америки вона відстала від японських серверів майже рівно на 2 роки.
26 грудня 2017 року офіційний веб-сайт і сторінка гри в Twitter анонсували продовження гри, змінивши назву облікового запису на «викрадений обліковий запис і сайт». Підзаголовок сиквела «Космос загублених поясів» було оголошено 1 січня 2018 року. Продовження було офіційно випущено як розширення до основної гри на японському сервері навесні 2018 року. 20 квітня 2018 року було оголошено, що північноамериканський сервер офіційно доступний в Австралії, Філіппінах, Сінгапурі, Таїланді та В’єтнамі.
15 грудня 2021 року Delightworks оголосила, що відокремить увесь свій ігровий підрозділ, включаючи команду розробників Grand Order, до нової компанії. Його було засновано під назвою Lasengle 28 грудня 2021 року . У рамках угоди 1 лютого 2022 року Aniplex придбала її акції .
24 лютого 2022 року Aniplex припинить оновлення Grand Order у В’єтнамі через закони у В’єтнамі.

## Оцінки і відгуки

### Популярність
Станом на жовтень 2018 року гра доступна п’ятьма мовами в десяти країнах. Загалом здійснено 32 мільйонів завантажень у всьому світі, у тому числі понад 4 мільйони завантажень для англійської версії та 7 мільйонів у вересні 2019 року, перевищивши Fortnite і PlayerUnknown's Battlegrounds.
Гра дуже популярна в Японії, її першому ринку, і звіти показують, що її рівень можна порівняти з успіхом Pokémon Go. В Японії гра перевищила 13 мільйонів завантажень на травень 2018 року  та 14 мільйон завантажень станом на серпень 2018 року  FGO також набирає популярності в інших частинах світу, наприклад у США та Канаді, де загальна кількість завантажень перевищили 1 мільйон, після її випуску на Android у червні 2017 року.
У Китаї версія для iOS з’явилася в мережі 29 вересня 2016 року, а для Android – 13 жовтня 2016 року.
У 2018 і 2019 роках гра була найпопулярнішою грою в Twitter.

### Прибуток
Протягом 2015–2016 років Fate/Grand Order зібрала понад 646 мільйонів доларів . У 2017 році гра зібрала 640 мільйонів доларів в Японії в період з січня по 3 жовтня  та 94 мільйона доларів у Китаї. У 2017 році гра зібрала 982 мільйони доларів у всьому світі, що зробило її шостою найкасовішою мобільною грою. У 2018 році вона зібрала майже мільярд доларів, у тому числі 861 мільйонів доларів у Японії (де це була друга найбільш прибуткова мобільна гра року)  разом із 100 мільйонами доларів за кордоном протягом першої половини року. Це була найкраща мобільна гра року з точки зору споживчих витрат у всьому світі. У Китаї її дохід склав більшу частину річного доходу її китайського оператора Bilibili в 2017 році .
У 2018 році Fate/Grand Order привернула широку увагу ЗМІ через повідомлення про 31-річного японця, ідентифікованого лише як Дайго, який стверджував, що витратив 70 000 доларів на купівлю ігрової валюти під назвою «Святий кварц», яка використовується для заклику Слуг. Дайго продовжував витрачати гроші в грі, бажаючи отримати персонажів високого рівня, і зрештою витратив ще більше, щоб підсилити їх. В одному з інтерв’ю геймер сказав: «Деякі люди витрачають 18 доларів на фільм і почуваються зворушеними. Я витратив $70 000 на FGO. Але це мене хвилює»  Цей інцидент підкреслив популярність FGO. За даними The Wall Street Journal, гра частково спричинила стрімкий операційний прибуток Sony. Станом на березень 2018 року додаток щодня надавав у середньому 2,5 мільйона доларів.
У 2017 році Fate/Grand Order зібрала 982 мільйони доларів, ставши шостою найприбутковішою мобільною грою року. У 2018 році Fate/Grand Order заробила 1.2 мільярда доларів, ставши сьомою найприбутковішою безкоштовною грою року. У 2019 році гра зібрала 1.2 мільярда доларів. До 13 березня 2019 року гра зібрала понад 3 мільярди доларів у всьому світі. Загальний дохід перевищив 4 мільярди доларів на кінець 2019 року  У новорічний період 2020 року це була найкасовіша мобільна гра у світі, випередивши іншу JRPG Monster Strike. Станом на липень 2021 , гра зібрала 5.4 мільярда доларів у всьому світі, ставши сьомою найприбутковішою мобільною грою всіх часів.

### Критика та суперечки
Ілюстрації в іграх були описані як надмірно сексуальні. Наприкінці 2010-х деякі ілюстрації з гри були піддані цензурі в Китаї, щоб видалити декольте. У вересні 2021 року китайський постачальник послуг bilibili видалив усі зображення та більшість даних для багатьох персонажів китайської тематики в грі, які вважалися історично неправильними. У випуску англійською мовою освітлення тону шкіри Емії Альтер також викликало певну критику серед шанувальників.
Fate/Grand Order критикували за низьку імовірність випадання рідкісних слуг, оскільки їх надійне придбання коштує надзвичайно дорого.

## Зовнішні посилання
- Офіційний сайт
- Офіційний сайт (in Japanese)
- Fate/Grand Order arcade (in Japanese)
- 18870 в енциклопедії аніме на сайті «Anime News Network»(англ.)